# Sara Khadem
Sara Khadem (سارا خادم) med det fulde navn Sarasadat Khadem al-Sharieh (persisk: سارا سادات خادم الشریعه; født 10. marts 1997) er en iransk-spansk skakspiller, der har titlerne International mester (IM) og kvindelig stormester (WGM).

## Barndom
Sara Khadem blev født den 11. marts 1997 i Teheran. Hun elskede forskellige sportsgrene som tennis og basketball som barn. Efter at en af hendes klassekammerater havde introduceret hende til skak, da hun var otte år, fik hun sine forældre til at sætte hende i en skakklasse. Selvom hendes forældre ikke spiller skak, har hun fortalt, at de har støttet hendes karriere meget. Hun giver også en af sine venner æren for at præsentere hende for Khosro Harandi, en iransk international mester (IM) og træner, hvilket var et afgørende skridt i hendes karriere. Senere som teenager blev hun trænet af Robin van Kampen, en hollandsk stormester (GM).

## Skak-karriere
Khadem har vundet en række turneringer allerede fra barnsben. Således fik hun guldmedalje ved et verdensmesterskab for børn under 12 år. Khadem spillede blandt andet for det iranske hold ved kvindernes skak-olympiade i 2012, 2014 og 2016. Hun vandt også det spanske skakmesterskab for kvinder i 2023, som blev holdt i Marbella.

## Privatliv
I september 2017 giftede Khadem sig med den iranske internetvært og filminstruktør Ardeshir Ahmadi. Hendes mand har også canadisk pas. De har én søn sammen.

## Hijabprotest
I december 2022 valgte Khadem ikke at bære hijab under en FIDE-turnering. Iranske kvinder er forpligtet til at bære en hijab offentligt, selv når de er i udlandet, selvom mange sportskvinder valgte ikke at gøre det i forbindelse med de daværende protester mod den iranske regering. Efter turneringerne købte Khadem et hus i Spanien og planlagde at flytte dertil med sin familie. I januar 2023 flyttede hun til det sydlige Spanien med et opholdsvisum knyttet til sin ejendom. Samme måned udstedte Iran en arrestordre mod hende. I juli 2023 fik hun spansk statsborgerskab og skiftede til den spanske skakføderation.